# Michele Giannelli
Michele Giannelli (Lucca, 1769 ? – 12 agosto 1855) è stato un medico e politico italiano.

## Biografia
Nato a Lucca, studiò medicina prima a Napoli con i maestri Domenico Cotugno e Domenico Cirillo, e poi a Torino; successivamente fu a Pavia, dove fu allievo di Giovanni Pietro Frank. Tornato nella città natale, fu docente di anatomia all'Università di Lucca e lavorò come medico nell'ospedale cittadino e presso i ricoveri religiosi. Durante l'epidemia di febbre gialla a Livorno nel 1804, Giannelli fu inviato quale delegato del governo lucchese a indagare sulle cause e possibili cure della malattia.
Personalità di spicco della società lucchese della prima metà del XIX secolo, ricoprì la carica di maire dal 1807 al 1809, durante il periodo napoleonico del Principato di Lucca e Piombino.
In seguito alla nascita del Ducato di Lucca fu nominato gonfaloniere del comune il 22 gennaio 1816, restando in carica fino all'11 aprile 1818.
Morì il 12 agosto 1855 all'età di ottantasei anni, a causa di un'epidemia di colera, malattia sulla quale stava per dare alle stampe un Preservativo e cura del Cholera-Morbus. Giannelli è menzionato da Pietro Betti nella commemorazione Dei 20 medici morti in Toscana durante l'invasione colerica degli anni 54-55, ricordato con stima dal collega quale «esempio venerando del vero apostolato medico».